# Trolden i Æsken
|  | Denne artikel er oprettet af botten PalnaBot ud fra en ekstern database. Den kan derfor have sproglige fejl eller mangler. Denne skabelon kan fjernes efter kontrol af indholdet. |

Trolden i Æsken er en kortfilm instrueret af Lau Lauritzen Sr. efter manuskript af Johs. Baack.